# Uhřice (okres Blansko)
Obec Uhřice (hanácky Hóřêce) se nachází v okrese Blansko v Jihomoravském kraji. Žije zde 301 obyvatel. Západně od obce protéká Uhřický potok, který je pravostranným přítokem Jevíčky.

## Historie
První písemná zmínka o obci pochází z roku 1078, kdy tehdejší olomoucký kníže Ota se svou manželkou Eufémií založili klášter sv. Štěpána v Hradišti u Olomouce a darovali mu Úsobrno, Uhřice a další přilehlé obce. Posléze byly Uhřice v držení šebetovského panství do roku 1784, kdy byl hradišťský klášter zrušen.

## Pamětihodnosti
- Památník padlých z první a druhé světové války
- Kaplička se zvonicí

## Osobnosti
- František Ambrož (1892–1941) – československý důstojník, odbojář popravený nacisty

## Galerie

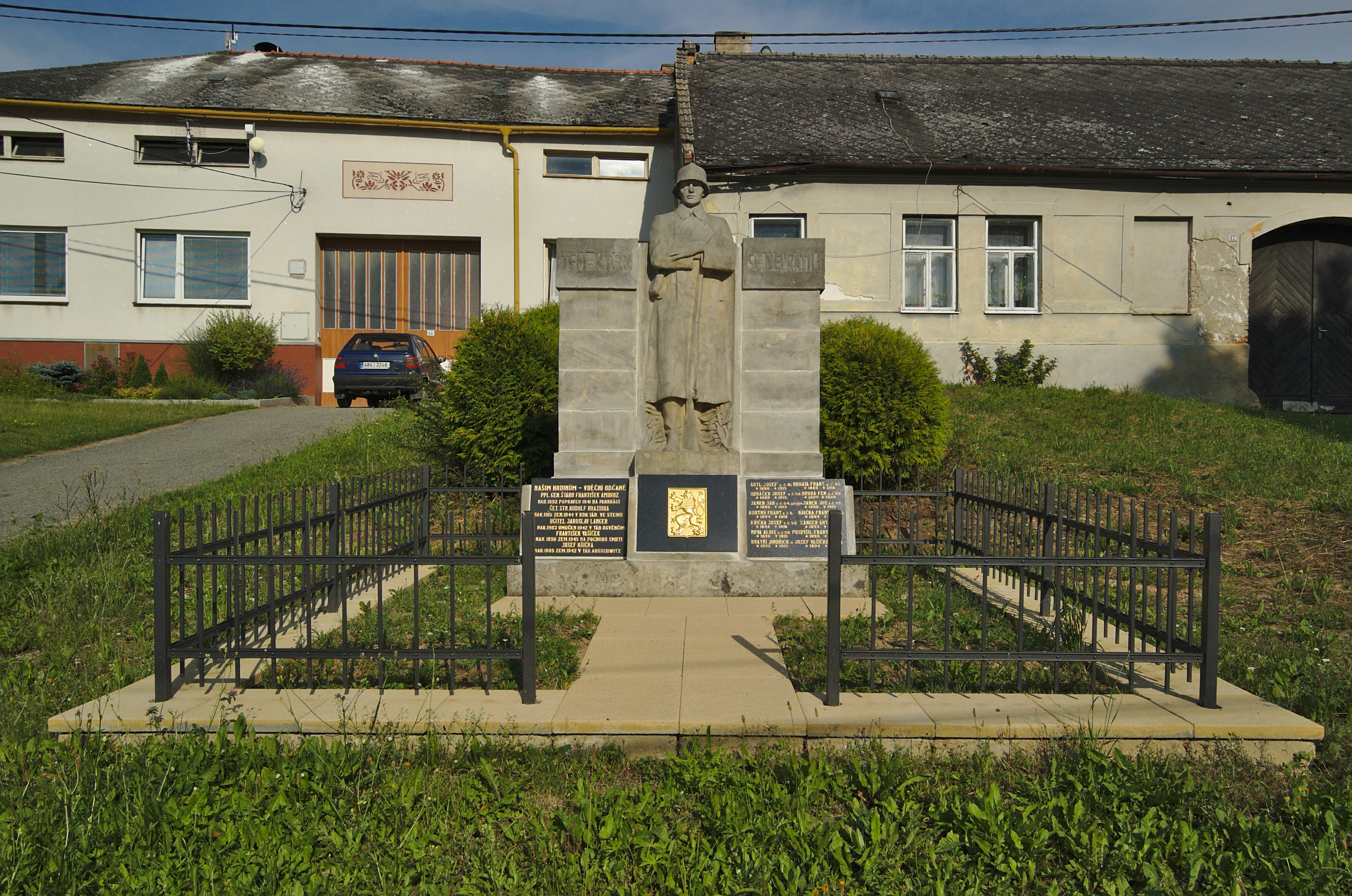
Pomník obětem světových válek
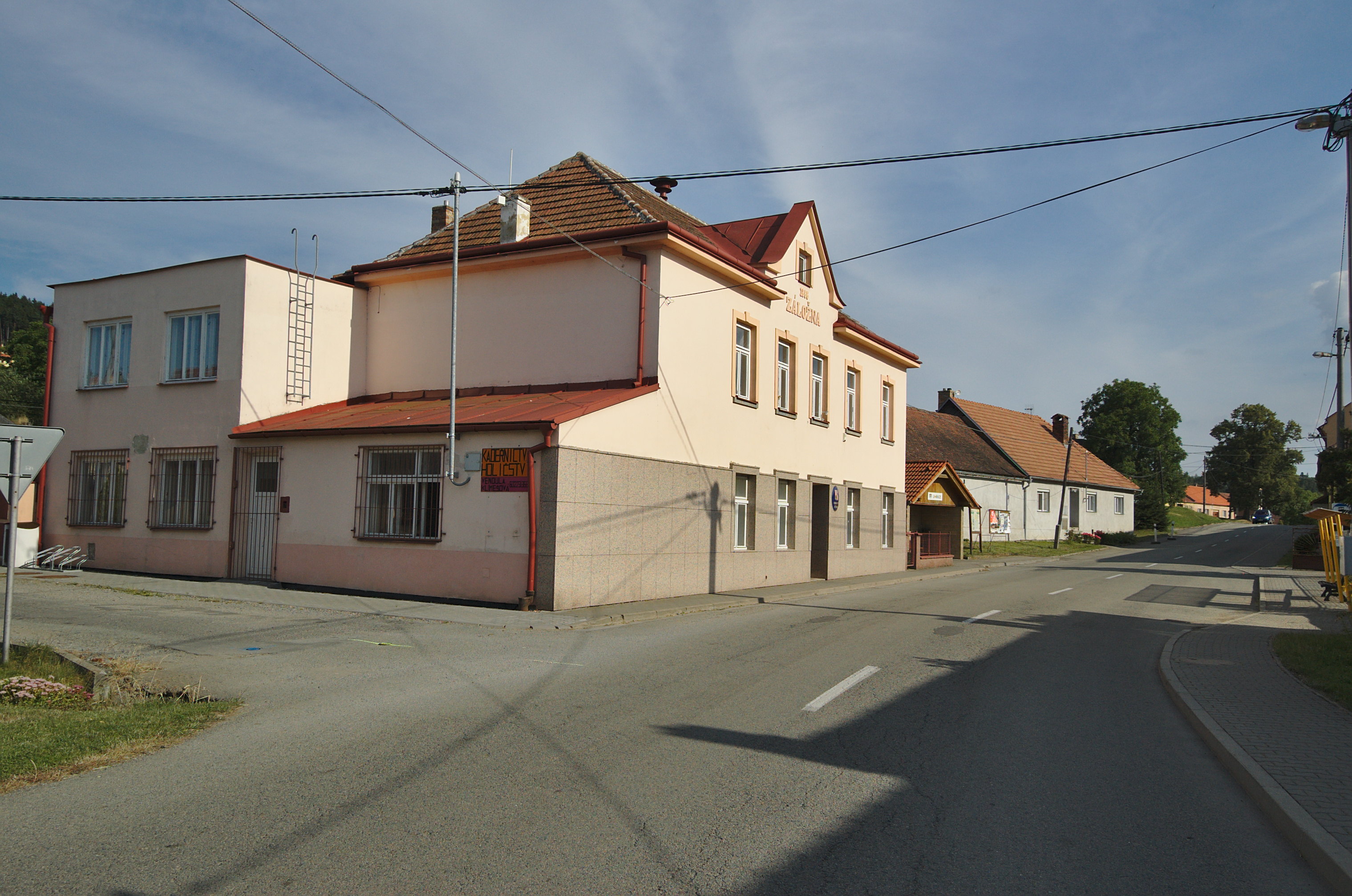
Záložna
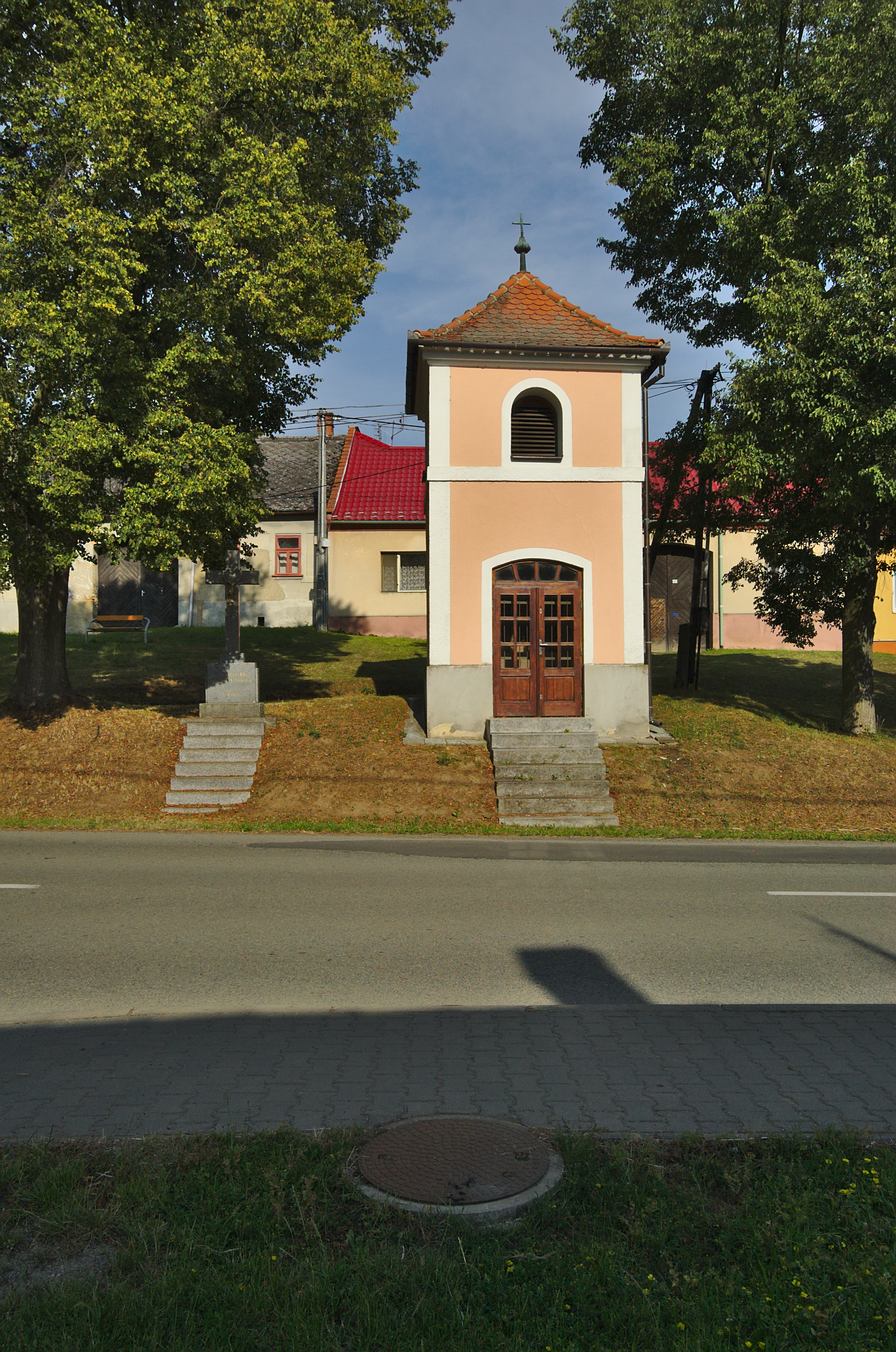
Zvonice a kříž na návsi
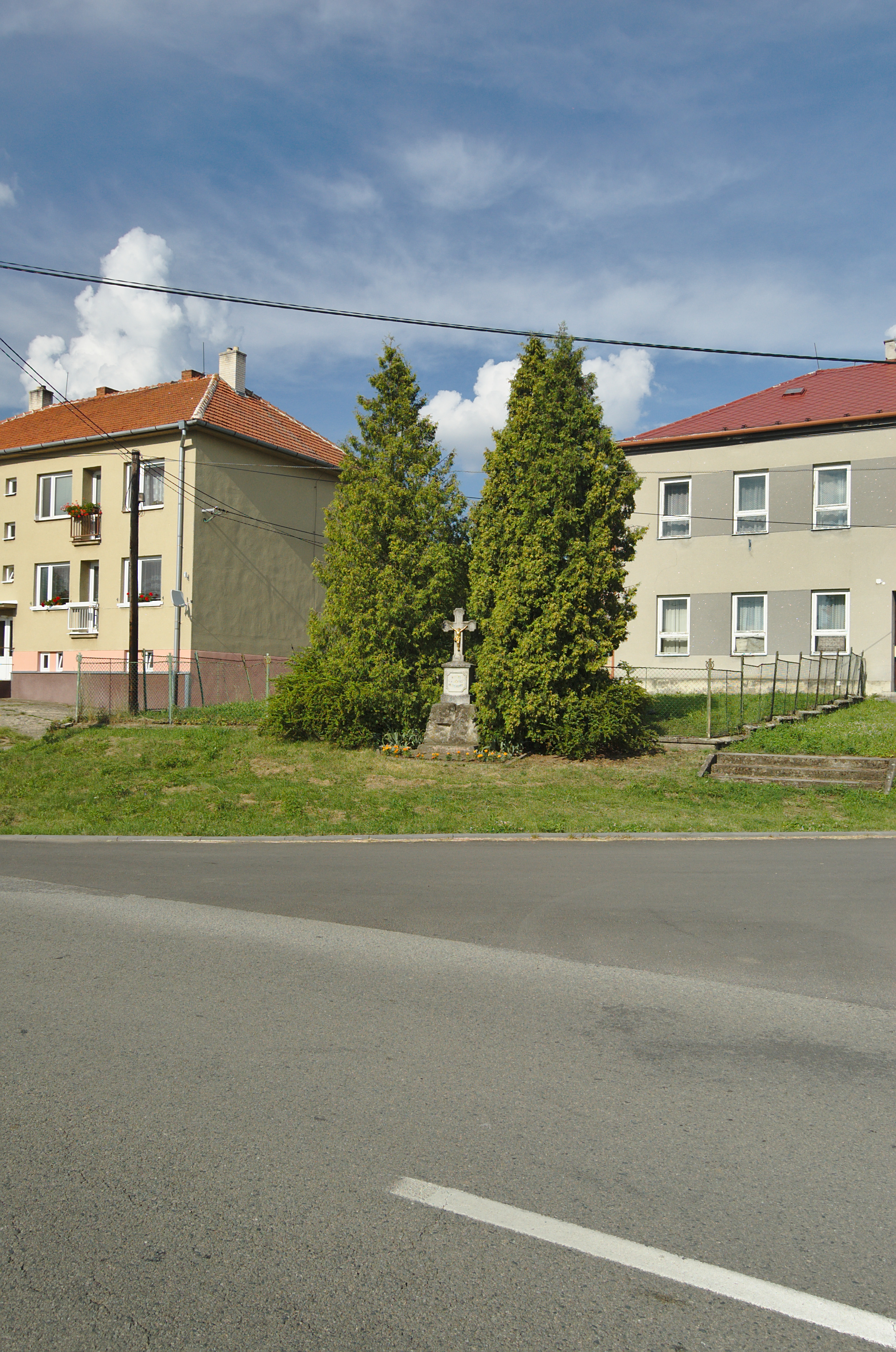
Kříž
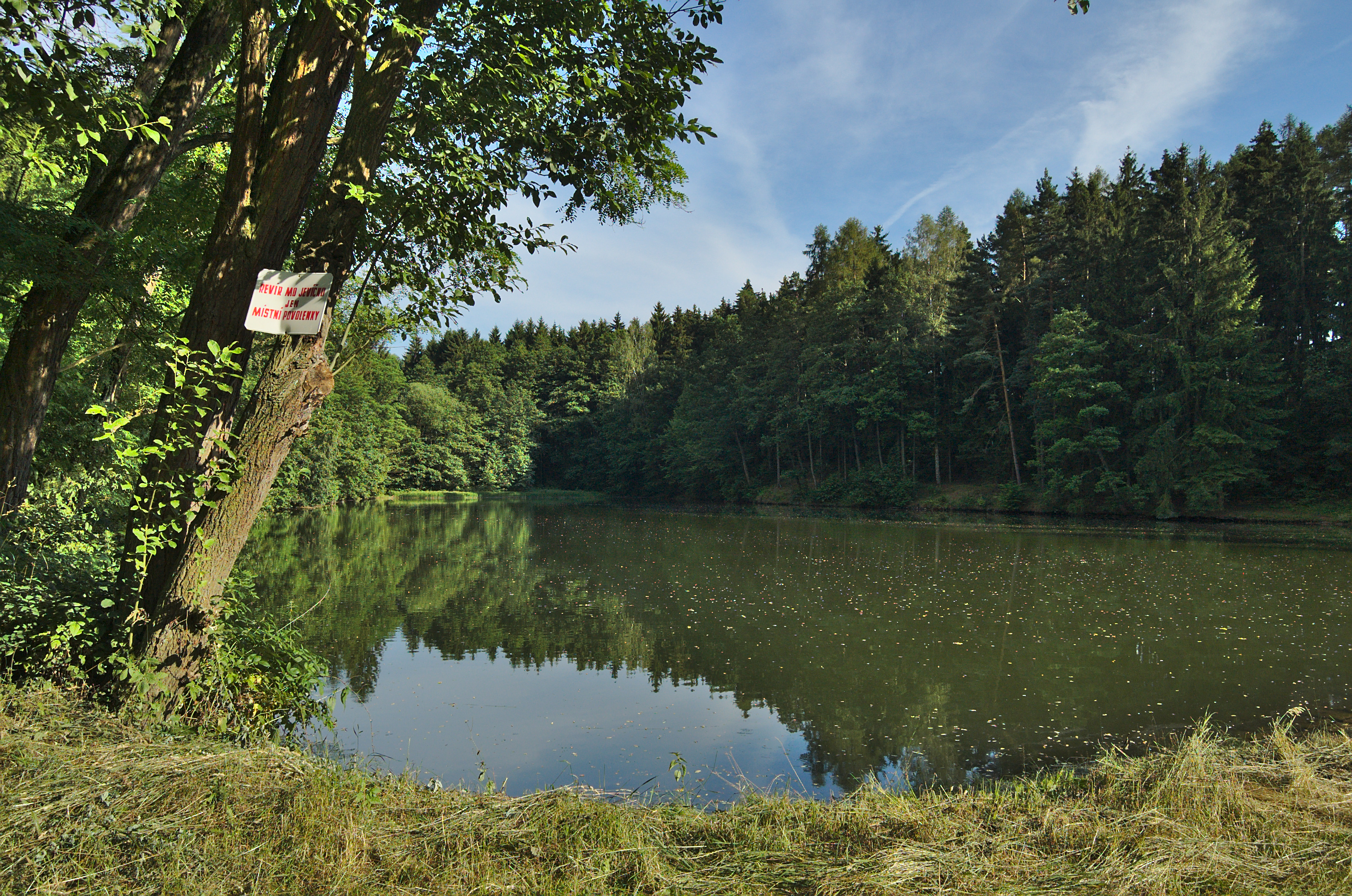
Rybník Lipina